# Ounatai Lagoon
Die Ounatai Lagoon ist eine Lagune im Westland District der Region West Coast auf der Südinsel von Neuseeland.

## Geographie
Die Ounatai Lagoon erstreckt sich über eine Länge von 7,86 km parallel zur Küste der West Coast, rund 700 m südwestlich der Mündung des Waitaha River. Die Lagune deckt damit eine Fläche von rund 35,3 Hektar ab und besitzt eine ungefähre Uferlinie von 18 km. An verschiedenen Stellen ist die Lagune nur durch eine vom Meer aufgespülte Sandbank getrennt, was bei Flut und hohem Wellengang zum Salzwassereintrag in die Lagune führt. Zufluss bekommt die Lagune durch verschiedene Bäche und Creeks und eine Entwässerung findet am nordöstlichen Ende der Lagune in die Tasmansee statt.

## Naturschutz
Die Lagune und ihr Umland wurde unter dem Conservation Act 1987 und dem Reserves Act 1977 zum Zwecke des Naturschutzes ähnlich einem Landschaftsschutzgebiet zum Scenic Reserve erklärt. Das gesamte Gebiet umfasst eine Fläche von 47,66 Hektar.